# Middle Stork
Middle Stork är en bergstopp i Antarktis. Den ligger i Västantarktis. Argentina, Chile och Storbritannien gör anspråk på området. Toppen på Middle Stork är 250 meter över havet. Middle Stork ingår i Princess Royal Range.
Terrängen runt Middle Stork är huvudsakligen kuperad, men österut är den platt. Havet är nära Middle Stork åt sydväst. Trakten är glest befolkad. Närmaste befolkade plats är Rothera Research Station, 5,7 kilometer sydost om Middle Stork.